# Presseball

Ansicht vom Presseball 1895. Der Börsenjournalist Georg Schweitzer (dritter von rechts, erste Reihe) gehörte zu den Mitbegründern der Balltradition.

Ein Presseball ist eine von Journalistenverbänden organisierte gesellschaftliche Tanzveranstaltung, deren Einnahmen einem sozialen Zweck im Bereich des Journalismus zugutekommen. In Deutschland am bekanntesten ist der Bundespresseball.

## Geschichte
Der erste deutsche Presseball fand am 9. März 1872 als Wohltätigkeitsfest zugunsten notleidender Journalisten des Vereins Berliner Presse statt und erbrachte einen „Reingewinn“ von 450 Reichsmark. Dabei orientierte sich der Berliner Verein am Vorbild des Wiener Schriftsteller- und Journalistenballs, der vom dortigen Presseclub Concordia, dem ältesten Journalistenverband der Welt, organisiert wurde. Die Tradition des 1872 erstmals veranstalteten Balls wird vom Presseball Berlin (auch Berliner Presseball genannt) fortgeführt.
Weil es vereinsintern Streit um eine Einladung an Reichskanzler Otto von Bismarck gab, konnte der zweite „Ball mit Festsouper“ erst am 1. Februar 1879 nach längeren Debatten abgehalten werden. Kritiker warfen dem Ball-Comitee vor, mit Einladungen an Politiker die parteipolitische Neutralitäts- und Abstandspflicht von Journalisten verletzt zu haben. Bismarck erschien nie, sein Sohn Herbert war jedoch häufiger Ballgast.
Der erste deutsche Presseball wurde im Concerthaus am Dönhoffplatz getanzt (Leipziger Straße 45), 1879 feierte man im Hotel de Rome, ab 1880 im Central-Hotel/Wintergarten, ab 1889 in der Alten Philharmonie an der Bernburger Straße (Nähe Potsdamer Platz), ab 1912 in den Festsälen am Zoologischen Garten. Nachdem die Bundespressekonferenz 1951 die Presseball-Tradition zunächst im Kurhaus von Bad Neuenahr wieder belebt hatte, wechselte man ab 1959 in die neu erbaute Bonner Beethovenhalle. 1990 zog man um ins Bonner Hotel Maritim. Seit 1999 findet der Bundespresseball in Berlin statt, im Hotel InterContinental Berlin, am Ort der ehemaligen Festsäle am Zoo. 2014 wurde für den Bundespresseball erstmals das alte Abfertigungsgebäude des Flughafens Tempelhof angemietet. Der Berliner Presseball fand zunächst im Palais am Funkturm, später im neuerbauten ICC, nach der Wiedervereinigung zweimal in der Staatsoper Unter den Linden und bis 2007 im Hotel Ritz Carlton am Potsdamer Platz statt. Er wechselte 2008 ins Maritim Hotel Berlin in der Stauffenbergstraße und zog 2014 zum 115. Ballereignis – nach einem Zwischenspiel im Gebäude des Axel-Springer-Verlages in das Best Western Premier Hotel Moa Berlin in Moabit um.

Titelblatt des Presseballalmanachs von 1907, als das 25-jährige Jubiläum gefeiert wurde

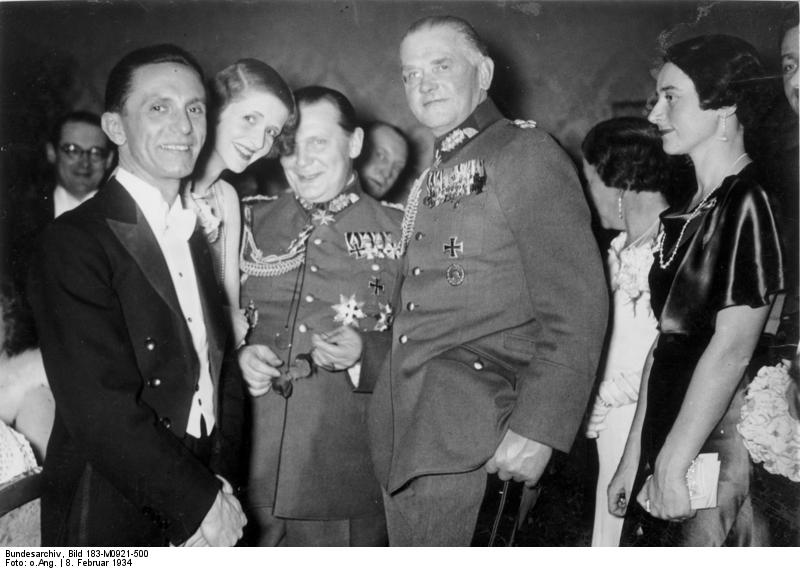
Joseph Goebbels, Hermann Göring und Werner von Blomberg auf dem Presseball 1934, Aufnahme aus dem Bundesarchiv

Ausdrückliches Ziel der Journalisten waren zunächst die Hebung ihrer gesellschaftlichen Stellung und der bessere Kontakt mit Politik und Verwaltung. Doch in den ersten Jahren waren fast ausschließlich Schriftsteller, Theaterintendanten, Sänger, Schauspieler und Offiziere unter den Gästen. Der erste Kanzler, der den Presseball besuchte, war 1895 Hohenlohe-Schillingfürst. Mit Reichskanzler Bethmann Hollweg wurde die Anwesenheit von Spitzenpolitikern ab 1909 die Regel. Adolf Hitler hat den Presseball nie besucht. 1933 fand der Ball am Samstag/Sonntag, 28./29. Januar, einen Tag vor seiner Ernennung zum Reichskanzler statt und wurde damit das letzte gesellschaftliche Großereignis vor der Machtergreifung der Nationalsozialisten. Auch der Presseball wurde „gleichgeschaltet“, Zitat aus der BZ am Mittag vom 5. Februar 1934: „Das Pressefest war ganz auf die neue Gestaltung des großen gesellschaftlichen Lebens gestimmt. Es war die Überleitung zum Sonntag des Eintopfgerichts.“ NS-Propaganda-Minister Joseph Goebbels schreibt am 6. Februar 1937 in sein Tagebuch: „Ich gehe noch schnell zum Presseball. Ein schwerer Gang. Geschmacklos aufgezogen. Das darf man diesen Pressefritzen nicht mehr lassen Muß von uns gemacht werden. Aber gute Tänze.“
Bis 1939 wurde der Presseball jeweils am letzten Samstag im Januar bzw. am ersten Samstag im Februar auf dem Höhepunkt der Ballsaison abgehalten, inzwischen findet der Bundespresseball jeweils an einem Freitag im November statt. Entscheidend ist jeweils die Terminplanung des Bundespräsidenten. Der Berliner Presseball soll künftig wieder jeden zweiten Samstag im Januar abgehalten werden.
Eintrittskarten wurden in der Gründungszeit nur an Mitglieder und Freunde ausgegeben, später öffentlich verkauft (bis zu 7000 Gäste in den Zoo-Sälen). Der Bundespresseball ist seit 1951 wieder eine geschlossene Veranstaltung der Bundespressekonferenz, deren Mitglieder persönliche Gäste einladen dürfen. Darüber hinaus erhalten Sponsoren ein geringes Kartenkontingent. Insgesamt sind etwa 2500 Gäste auf der Einladungsliste.
In seinen ersten Jahren war der Ball mehr Vereinsfeier als Tanzereignis. Er gab längere Darbietungen von Kabarett und Schwänken. Später wurde aus den launigen Szenen aus dem Vereinsleben ein groß angelegtes Unterhaltungsprogramm bis hin zur aufwändigen Revue, die von der UFA ausgestattet wurde (1939: Tanzpantomime Die bunte und die weiße Feder). Seit 1951 werden jeweils Musikstars eingeladen, die ein etwa halbstündiges Showprogramm bestreiten. Vorher und nachher spielen Tanzorchester.
Von Anfang an war die Tombola Hauptmerkmal des Presseballs. Ihre Erlöse dienten der Versorgung alter und kranker Journalisten. In Kaiserreich und Weimarer Zeit kamen ausschließlich hochwertige Kunstgegenstände und Bücher zur Verlosung, in den Bonner Jahren Alltags- und Gebrauchsartikel aller Art von der Kaffeemaschine bis zur Armbanduhr, allerdings auch Autos. Seit 1999 werden nur noch wenige (8–10) hochwertige Hauptgewinne verlost.

## Rezeption
Seit 1879 besteht die deutsche Presseball-Tradition fort. Unterbrechungen gab es während der Kriegs- und Krisenjahre von 1915 bis 1919, von 1940 bis 1950 sowie 1977 (Deutscher Herbst/RAF-Terrorismus). 1983 musste der Presseball im Zelt stattfinden, weil die Bonner Beethovenhalle teilweise abgebrannt war. 2001 gab es nach dem Anschlag vom 11. September lange Diskussionen, aber der Ball wurde nicht abgesagt. Auf die Tombola wurde allerdings zugunsten der Opfer der Anschläge verzichtet.
Zu den renommiertesten Ballbeobachtern und -kritikern der ersten Stunde gehört Ludwig Pietsch, der bis 1910 Jahr für Jahr für die Vossische Zeitung lange Artikel über das Ereignis schrieb. Auch Theodor Wolff für das Berliner Tageblatt reportierte vom Presseball. In der Bonner Zeit berichtete Walter Henkels regelmäßig für die Frankfurter Allgemeine Zeitung in längeren Beiträgen vom Presseball.
Das wichtigste Zeitdokument für den Bonner Presseball war der von der Bundespressekonferenz als Veranstalter eigens zu diesem Anlass jährlich herausgebrachte Almanach zum Presseball, der jeweils an die geladenen Gäste verteilt wurde. Er steckte immer voller Satire, humorvoll gestalteten Anzeigen von Karikaturisten der großen Tageszeitungen, selbstverfassten Gedichten (in jeder Ausgabe mindestens eines von Hans-Henning Zencke) und auch versteckten Hintergrundinformationen; die Beiträge wurden von bekannten Bonner Journalisten ehrenamtlich geliefert.
Als Andenken für die Ballgäste gibt es beim Berliner Presseball eine Ballzeitung mit einer Gästeliste und vielen Fotos vom Abend.

## Weitere Pressebälle
Neben dem Reichs- bzw. später Bundespresseball haben sich auch regionale Landespressebälle etabliert, meist Wohltätigkeitsfeste des jeweiligen Landes-Journalistenverbands bzw. der Landespressekonferenzen.
Der traditionelle Berliner Presseball sieht sich in der Ahnenreihe des ersten Presseballs von 1872. Er ist nicht mit dem Bundespresseball zu verwechseln. Nach einer finanziellen und organisatorischen Krise kauften die Privatinvestoren Andreas Dorfmann (75 %) und dessen Prokuristin Marina Schill (25 %) für 50.000 Euro die Markenrechte am Ball im März 2007. Am 24. April 2012 wurde Andreas Dorfmann alleiniger Gesellschafter der Presseball Berlin GmbH. Von 2009 bis 2015 war Dorfmann der Vorstandsvorsitzende des Presseball Berlin Förderverein e. V., der am 25. April 2012 die Organisation des Balls übernommen hatte. Seitdem war der Presseball Berlin eine Veranstaltung ohne Bezug zu Presseverbänden, jedoch mit Wohltätigkeitsabsichten zugunsten von Journalisten. Der letzte Ball des Fördervereins, der 115. Presseball Berlin, fand am 13. Dezember 2014 statt. Der Förderverein löste sich 2015 aus finanziellen Gründen auf. Seit 2017 hat der Berliner Erfinder der Shape-CD und Gründer der Schallplattenfirma Pikosso die Tradition des Berliner Presseballs neu belebt.
Auch der einst renommierte Münchner Presseball, neuerdings als Bayerischer Medienball bezeichnet, wurde von der Krise der Medienwirtschaft getroffen und musste 2008 und 2009 mangels Sponsoren abgesagt werden.
In Bonn gibt es ebenfalls noch einen Internationalen Wirtschafts- und Presseball, der seit dem Regierungsumzug jedoch sehr an (politischer) Bedeutung verloren hat.
2010 wurde der erste Presseball junger Journalisten in Berlin von der Jugendpresse Deutschland ausgerichtet.
Der Deutsche Sportpresseball wird seit 1981 vom Verband Deutscher Sportjournalisten in Frankfurt am Main veranstaltet. In seinem Rahmen finden auch Sportlerehrungen statt.